# 拜延
拜延（13世纪—1282年），元朝河西唐兀人。
其父火夺都，窝阔台时为千户。父死拜延袭职。元世祖至元九年（1272年），授征行千户，佩金符。至元十年（1273年）在成都大败宋军。又从攻嘉定府，取泸州、叙州，攻重庆府，有战功。至元十二年（1275年），担任东西两川蒙古汉军万户，率兵二千策应总帅汪田哥，在青江击败宋军，擒其将校十七人，夺军资，焚战舰。至元十三年（1276年），领兵平泸州之乱，他领兵在珍珠堡击败南宋将领王世昌，击破合州援军，夺得泸州。助行院副使卜花兵围重庆，重庆降，制授宣武将军、蒙古汉军总管。至元十九年（1282年），跟随总帅汪田哥入朝，升怀远大将军，管军万户，改赐金虎符。在官任上去世。

## 延伸阅读
[在维基数据编辑]
 《元史/卷133》，出自宋濂《元史》
 《新元史/卷152》，出自柯劭忞《新元史》